# Funda (Vorname)
Funda ist ein türkischer weiblicher Vorname griechischer Herkunft mit der Bedeutung „Heidekraut, Erika“. Die auch im Internet anzutreffende Bedeutung „Gesundheit“ beruht offensichtlich auf einem (Ab-)Schreibfehler (englisch heath: Heide(-kraut), dagegen health: Gesundheit).

## Namensträgerinnen
- Funda Arar (* 1975), türkische Popsängerin
- Funda Bıçakoğlu (* 1965), deutsche Juristin und Fernseh-Staatsanwältin
- Funda Bostanlık (* 1987), türkische Schauspielerin
- Funda Vanroy (* 1977), deutsche Fernsehmoderatorin